# In France They Kiss on Main Street

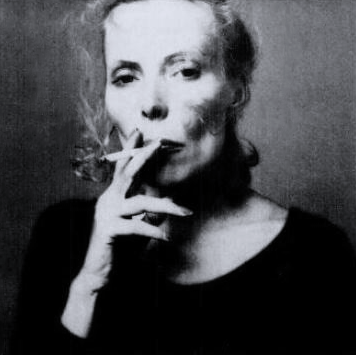
Joni Mitchell (1975)

In France They Kiss on Main Street ist ein Song von Joni Mitchell aus dem Album The Hissing of Summer Lawns. Es wurde 1976 als Single veröffentlicht und erreichte Platz 66 in den Billboard Hot 100.
Er wurde auch 1980 auf dem Live-Album Shadows and Light gespielt. Der Titel wurde von über 20 anderen Musikern gecovert.

## Text
Der Text ist eine Erinnerung an Mitchells Jugendtage in den 1950er Jahren, als sie ausgelassen Rock ’n’ Roll tanzte, feierte und küsste. Der Titel bezieht sich wahrscheinlich auf das berühmte Foto Der Kuss vor dem Hôtel de Ville von Robert Doisneau aus dem Jahr 1950.

## Besetzung
- Joni Mitchell – Gesang, akustische Gitarre
- Victor Feldman – E-Piano[3]
- Max Bennett – Bassgitarre
- John Guerin – Schlagzeug
- Robben Ford – E-Gitarre
- Jeff Baxter – E-Gitarre
- James Taylor – Hintergrundgesang
- David Crosby – Hintergrundgesang
- Graham Nash – Hintergrundgesang